# Umeå Nya Studentteater
Umeå Nya Studentteater var mellan 2004 och 2008 en amatörteaterensemble tillika en kulturförening för studenter i Umeå.
Umeå Nya Studentteater bildades hösten 2004. Tilläggsnamnet "Nya" byggde på att det ursprungligen fanns något som hette Umeå Studentteater - en legendarisk förening med sedermera kända frontfigurer som Staffan Ling, Peder Falk och Kay Pollak - som grundades år 1964 men redan under 1970-talet lämnade universitetet och bytte namn till Grotteatern. Därför föddes Umeå Nya Studentteater med målet att återföra teatern till universitetet. Det första steget togs genom att föreningen i maj 2005 arrangerade Sveriges första och hittills enda nationella studentteaterfestival med flera gästspel från studentteatrar söderöver och även internationellt tillresta deltagare.
Bland de pjäser som sattes upp fanns både klassiker och nyskrivet stoff av teaterns egna medlemmar. Föreningen sysslade även med improvisationsgrupper, arrangerade medlemskurser i till exempel regi och röst samt möjliggjorde möten med gästande teatersällskap och teaterprofiler (t.ex. en workshop med Rikard Wolff våren 2007).

## Uppsättningar 2004–2008
| År   | Termin | Produktion              | Av              | Regi           |
| ---- | ------ | ----------------------- | --------------- | -------------- |
| 2005 | VT     | Guldnyckeln             | Jonas Lindsköld | Peter Salmén   |
|      | VT     | Andetag                 | Samuel Beckett  | Christo Burman |
|      | VT     | Studentteaterfestivalen |                 |                |
| 2006 | VT     | Några år från nu...     | Peter Salmén    | Peter Salmén   |